# Azarug
Azarug és una organització juvenil canària d'esquerra creada el 1992 i integrant de l'anomenat MLNC (Movimiento de Liberación Nacional Canario), que defensa el socialisme i la independència de les Illes Canàries.
Es defineix com una organització independentista d'esquerra revolucionària, i entre els seus principis hi ha l'antiimperialisme, l'ecologisme, l'antimilitarisme i el feminisme, així com la reivindicació de la cultura i identitat canària (la difusión, fortalecimiento y defensa de los valores que constituyen la Identidad Nacional Canaria).
Posteriorment, militants d'altres partits com Izquierda Verde - Izegzawen es van unir a Azarug. Després de la creació d'una nova assemblea insular a Gran Canària el grup es va anar acostant cada cop més a posicions més esquerranes, afegint l'estrella vermella socialista al seu símbol.
El seu funcionament és assembleari, i aplica en el si de l'organització la democràcia directa, i l'assemblea és l'òrgan màxim de presa de decisions. També té un caràcter autogestionari.